# Epsilonproteobacteria
Epsilonproteobacteria Garrity et al., 2006 è una classe di batteri del phylum Proteobacteria.